# 나가노 유다이 (펜싱 선수)
나가노 유다이(일본어: 永野 雄大, 1998년 10월 15일~)는 일본의 펜싱 선수이다. 주 종목은 플뢰레이며, 2024년 하계 올림픽에서 남자 플뢰레 단체전 금메달을 획득했다.

## 개인사
아버지인 요시히데도 펜싱 선수 출신이며 1992년 하계 올림픽에 출전했다.